# NBCサンデーナイトフットボール
NBCサンデーナイトフットボール（NBC Sunday Night Football、SNF）はNBCが2006年より、フットボール・シーズン（9月-12月）の日曜日の夜「サンデーナイト」に放送しているNFL中継番組である。2014年よりスペイン語放送局であるNBCウニベルソでも放送されている。
2011年-2012年シーズンには『アメリカン・アイドル』を抑え、ニールセンの年間平均視聴者数ランキングでトップを獲得した。

## 番組開始までの経緯
1970年シーズンから2005年シーズンまで、日曜日のプライムタイムにおけるNFL中継であるSNFは、ディズニー傘下のESPNが「ESPNサンデーナイトフットボール」として放送していたが、同じディズニー傘下のABCが2005年をもって、1970年シーズンから35年間放送してきたマンデーナイトフットボール（MNF/月曜日のプライムタイムにおけるNFL中継）を打ち切り、MNFの放映権をESPNに譲渡したため、ESPNは同年をもってSNFの放映権を手放すことになった。
そこで、1997年にCBSとの放映権獲得競争に敗れて以来、NFL中継から遠ざかっていたNBCが、2006年シーズンから2011年シーズンまでのサンデーナイト・開幕戦・ワイルドカードプレイオフ（土曜日の2試合）、および2009年（第43回）と2012年（第46回）のスーパーボウルとプロボウルの放映権を推定約36億ドルで獲得、SNFの放映権が正式にNBCに移管された。
2006年8月6日に第1回の放送が開始された。ちなみに第1回放送はGAORAでのシーズン最初の放送となった。また9月7日の開幕戦は通常番組を休止して、NFL開幕戦スペシャルとして、日本では日テレG+で放送された。
2023年シーズンから2033年シーズンまでの11シーズン、引き続き放送する。

## 番組概要
キックオフは原則として東部時間（ET）20時15分（ただし、2008年シーズンの開幕戦のみ共和党全国大会の関係で19時キックオフとなった）。19時からは、プレゲームショー『フットボール・ナイト・イン・アメリカ』（Football Night in America）が放送され、試合前の様子や昼間に行われた試合ダイジェストを放送する。
2012年シーズン以降、NFLネットワークによるサーズデーナイトフットボール（TNF）の放送枠が8試合から13試合に拡充したことにより、従来NFLネットワークで放送されてきたサンクスギビングデーの中継がNBCに移行した。
2014年シーズンより、ワイルドカードプレイオフの放送枠が1試合削減され、代わりにディビジョナルプレイオフ1試合が追加された。
番組のテーマソングは「Waiting All Day for Sunday Night」（ジョーン・ジェット「I Hate Myself For Loving You」の替え歌）。2006年シーズンはP!NK、2007年シーズンから2012年シーズンまではフェイス・ヒルが歌っていた。2013年シーズン以降はキャリー・アンダーウッドが歌う。また、番組内で試合開催地もしくはその周辺出身のミュージシャンの曲を多く流す傾向がある（シアトル・センチュリーリンク・フィールドのゲームでサニー・デイ・リアル・エステイトやニルヴァーナ、ニューヨーク（正確にはニュージャージー州イーストラザフォード）・メットライフ・スタジアムのゲームでサーズデイやブロンディなど）。
日本では、原則として日テレG+で放送される。2014年シーズンは日曜夜に行われた全試合が生中継された。開幕戦は日テレG+とNHK BS1、サンクスギビングデーはGAORAで生中継された。

### フレキシブル・スケジューリング
シーズン終盤の7試合については、NBCが放送カードを指定できる「フレキシブル・スケジューリング」制が採用されている。原則としてWeek11から17（最終週）で適用されるが、2006年シーズンはWeek16がクリスマス・イヴと重なり放送自体がなかったので、Week10から15、およびWeek17で適用された。
これは、MNFでは開幕前に放送カードが決定されていたため、シーズン後半では成績下位に低迷したチーム同士の対戦となるケースが生じ、視聴率低下の要因となっていたため、マンデーナイトを放送してきたABCがかねてより要望していたものであったが、試合開催日の変更を伴うため実施されなかった。
なお、指定できるカードは日曜午後に行われるカードに限られ（サンクスギビングデーを含むサーズデーナイトやマンデーナイトなどの試合は対象外）、差し替えられる側であるFOX・CBSは週1試合、最大5試合をプロテクトできる。放送カードはWeek17は6日前、それ以外は12日前に決定する。
2014年シーズンよりフレキシブル・スケジューリングの対象が拡大。従来のWeek11以降に加えて、Week5からWeek10までの6試合のうち2試合が差し替え可能になった。

### 他スポーツ中継の裏番組として
ワールドシリーズ（野球）
SNFは2006年シーズンの放送開始以来4年間は、野球のMLBワールドシリーズが開催される週の中継実施を見合わせていた。しかし2010年シーズンからは一転して、ワールドシリーズ開催週も放送を行うようになった。2010年10月31日、NBCのSNFはニューオーリンズ・セインツ対ピッツバーグ・スティーラーズを中継し、視聴者数1810万人を記録した。これはFOXによるワールドシリーズ第4戦中継の1550万人を上回る数字だった。NFLレギュラーシーズンの中継が裏番組のワールドシリーズ中継より多くの視聴者を獲得したのは、これが史上初のことだった。翌年以降もSNFはワールドシリーズ中継の裏での放送を続けた。
当時、ワールドシリーズ中継と重なるNFL中継はSNFのほか、ESPNの『マンデーナイトフットボール』（MNF）とNFLネットワークの『サーズデーナイトフットボール』（TNF）もあった。これだとNFL中継とシリーズ中継のバッティングが、木曜日（TNFと第2戦）→日曜日（SNFと第4戦）→月曜日（MNFと第5戦）→木曜日（TNFと最終第7戦）と、最大で4日におよぶ可能性があった。そのためワールドシリーズは2014年から、開幕日を水曜日から火曜日に変更した。これにより、ワールドシリーズ中継とNFL中継とのバッティングは、SNFと第5戦がかぶる日曜日の1日だけになった。もしワールドシリーズが片方の球団による初戦からの4連勝（スウィープ）で決着すれば日曜日のバッティングすら発生しないが、2021年終了時点でそのような事態は起きていない。
MLBでは2021年シーズン終了後、機構と選手会との間で労使協定交渉がもつれてロックアウトが実施され、2022年シーズンの開幕が遅れた。さらに、新労使協定でポストシーズンが拡大された。これらによりワールドシリーズの日程が後ろ倒しになり、開幕日が金曜日に設定され日曜日が移動日となったため、SNFとのバッティングはなくなった。実質的には、ワールドシリーズがSNFの高視聴率に押されて日曜日の夜を手放した形である。
2021年まで計12度の視聴者争奪戦の結果は、SNFの8勝に対しワールドシリーズが4勝である。2012年と2015年は、ワールドシリーズが優勝決定試合だったにもかかわらず、SNFのほうが高視聴率を記録している。歴代のSNFとワールドシリーズ中継の視聴者数比較は以下の通り。
| 年月日         | SNF                         | SNF           | SNF                       | SNF      | ワールドシリーズ              | ワールドシリーズ     | ワールドシリーズ              | ワールドシリーズ |
| 年月日         | 対戦カード                  | 対戦カード    | 対戦カード                | 視聴者数 | 対戦カード                    | 対戦カード           | 対戦カード                    | 視聴者数         |
| 年月日         | ビジターチーム              | スコア        | ホームチーム              | 視聴者数 | ビジターチーム                | スコア               | ホームチーム                  | 視聴者数         |
| -------------- | --------------------------- | ------------- | ------------------------- | -------- | ----------------------------- | -------------------- | ----------------------------- | ---------------- |
| 2010年10月31日 | ピッツバーグ スティーラーズ | 10－20        | ニューオーリンズ セインツ | 1810万人 | サンフランシスコ ジャイアンツ | 4－0                 | テキサス レンジャーズ         | 1550万人         |
| 2011年10月23日 | インディアナポリス コルツ   | 7－62         | ニューオーリンズ セインツ | 1250万人 | セントルイス カージナルス     | 0－4                 | テキサス レンジャーズ         | 1520万人         |
| 2012年10月28日 | ニューオーリンズ セインツ   | 14－34        | デンバー ブロンコス       | 1770万人 | サンフランシスコ ジャイアンツ | 4－3 （延長10回）    | デトロイト タイガース         | 1550万人         |
| 2013年10月27日 | グリーンベイ パッカーズ     | 44－31        | ミネソタ バイキングス     | 1690万人 | ボストン レッドソックス       | 4－2                 | セントルイス カージナルス     | 1600万人         |
| 2014年10月26日 | グリーンベイ パッカーズ     | 23－44        | ニューオーリンズ セインツ | 1880万人 | カンザスシティ ロイヤルズ     | 0－5                 | サンフランシスコ ジャイアンツ | 1260万人         |
| 2015年11月01日 | グリーンベイ パッカーズ     | 10－29        | デンバー ブロンコス       | 2300万人 | カンザスシティ ロイヤルズ     | 7－2 （延長12回）    | ニューヨーク メッツ           | 1720万人         |
| 2016年10月30日 | フィラデルフィア イーグルス | 23－29 （OT） | ダラス カウボーイズ       | 1800万人 | クリーブランド インディアンス | 2－3                 | シカゴ カブス                 | 2420万人         |
| 2017年10月29日 | ピッツバーグ スティーラーズ | 20－15        | デトロイト ライオンズ     | 1386万人 | ロサンゼルス ドジャース       | 12－13x （延長10回） | ヒューストン アストロズ       | 1894万人         |
| 2018年10月28日 | ニューオーリンズ セインツ   | 30－20        | ミネソタ バイキングス     | 1409万人 | ボストン レッドソックス       | 5－1                 | ロサンゼルス ドジャース       | 1763万人         |
| 2019年10月27日 | グリーンベイ パッカーズ     | 31－24        | カンザスシティ チーフス   | 1832万人 | ヒューストン アストロズ       | 7－1                 | ワシントン ナショナルズ       | 1139万人         |
| 2020年10月25日 | シアトル シーホークス       | 34－37 （OT） | アリゾナ カージナルス     | 1431万人 | ロサンゼルス ドジャース       | 4－2                 | タンパベイ レイズ             | 1006万人         |
| 2021年10月31日 | ダラス カウボーイズ         | 20－16        | ミネソタ バイキングス     | 1568万人 | ヒューストン アストロズ       | 9－5                 | アトランタ ブレーブス         | 1364万人         |

NBAファイナル（バスケットボール）
バスケットボール・NBAのファイナルは、例年は6月に開催される。NFLはオフの期間であるため、SNFとファイナルの日程が重なることは、通常であればまずない。しかし2020年は新型コロナウイルス感染症（COVID-19）の流行にともない、NBAの2019-20シーズンが3月13日から7月30日まで中断した影響で、ファイナル開催がNFLのシーズンに重なった。そのため、NBCのSNFとABCのファイナル中継がバッティングすることとなった。結果は、10月4日と11日の2度ともSNF中継のほうが多くの視聴者を獲得した。特に11日は、ファイナルが優勝決定試合だったにもかかわらず、視聴者数はSNFのほうが2倍近かった。
| 年月日         | SNF                         | SNF        | SNF                                   | SNF      | NBAファイナル           | NBAファイナル | NBAファイナル   | NBAファイナル |
| 年月日         | 対戦カード                  | 対戦カード | 対戦カード                            | 視聴者数 | 対戦カード              | 対戦カード    | 対戦カード      | 視聴者数      |
| 年月日         | ビジターチーム              | スコア     | ホームチーム                          | 視聴者数 | ビジターチーム          | スコア        | ホームチーム    | 視聴者数      |
| -------------- | --------------------------- | ---------- | ------------------------------------- | -------- | ----------------------- | ------------- | --------------- | ------------- |
| 2020年10月04日 | フィラデルフィア イーグルス | 25－20     | サンフランシスコ フォーティナイナーズ | 1508万人 | ロサンゼルス レイカーズ | 104－115      | マイアミ ヒート | 0594万人      |
| 2020年10月11日 | ミネソタ バイキングス       | 26－27     | シアトル シーホークス                 | 1508万人 | ロサンゼルス レイカーズ | 106－93       | マイアミ ヒート | 0829万人      |

## 実況・解説

### 実況
- マイク・ティリコ（2016年シーズンからESPNから移籍。2021年シーズンまではサンクスギビングナイトなどアル・マイケルズが担当しないNBC中継カードを担当。2022年シーズンからメイン実況担当予定。）

### 解説
- クリス・コリンズワース（2009年シーズンよりメイン解説。）

### 経緯
本編では2008年シーズンまで解説にジョン・マッデン、実況にアル・マイケルズという最強コンビが組んでいた。この二人は2005年シーズンまではABCでコンビを組んでいたが、ABCのマンデーナイトからの撤退とともにNBCに移籍。これに伴い、NBCユニバーサルはNBCが放映権を保有するオリンピックのハイライト番組放映権をESPNに、ウォルト・ディズニーが制作し、ユニバーサル・ピクチャーズが権利を保有していた「オズワルド・ザ・ラッキー・ラビット」をディズニーに譲渡している。
なお、ワイルドカードプレイオフのうち1試合はこのコンビが、もう1試合はクリス・コリンズワースとトム・ハモンド（カレッジフットボールのノートルダム大学戦を2013年まで担当）のコンビが担当していた。
コリンズワースは2008年10月19日（Week7）のシアトル・シーホークス対タンパベイ・バッカニアーズ戦で出演をキャンセルしたマッデンの代役を務めている。2009年のプロボウルも、飛行機恐怖症のためスーパーボウルの翌週にハワイで行われるプロボウルに出演することが不可能なマッデンに代わり、コリンズワースが担当した。
その後、マッデンは2008年シーズン限りでの引退を表明。最後の出演は2009年の第43回スーパーボウルとなった。
マッデンの引退に伴い、2009年シーズン以降、コリンズワースとマイケルズがコンビを組んでいる。ワイルドカードプレイオフの残る1試合は、2009年シーズンはジョー・ギブス、2010年シーズンから2011年シーズンはNFLネットワークで解説を務めるマイク・メイロック（メイヨック）がハモンドとコンビを組んでいた。2012年シーズンと2013年シーズンはダン・ヒックスとメイロックがコンビを組んだ。
2016年シーズンから前年までESPNマンデーナイトフットボールの実況を担当していたマイク・ティリコがNBCに移籍し、サンクスギビングナイトなどマイケルズが担当しないNBC中継カードを担当。また、同年NBCが一部制作するサーズデーナイトフットボールを2016年にはマイケルズが、翌2017年にはティリコがメイン実況を、SNFと同じくコリンズワースがメイン解説を担当した。
2021年シーズンの第56回スーパーボウルの中継を最後に、マイケルズはSNFの実況を勇退。
2022年からマイケルズはAmazon Prime Video制作のサーズデーナイトフットボールの実況を担当することになり、ティリコがSNFのメイン実況に昇格。コリンズワースとコンビを組むことが決定した。